# Гай Турраній Граціл
Гай Турраній Граціл (*Gaius Turranius Gracilis, д/н — пом. після 48) — державний діяч, вчений часів падіння Римської республіки та ранньої Римської імперії.

## Життєпис
Походив з роду Турраніїв та належав до стану вершників. Народився в однієї з провінцій Іспанії. Про батьків немає відомостей. Про молоді роки немає відомостей. Втім знано, що був прихильником Октаіана. У 7 році до н. е. призначається префектом Єгипту. На цій посаді перебував до 4 року до н. е., після цього повертається до Риму.
У 14 році новий імператор Тиберій призначає Турранія префектом анони. Забезпечував зерном Риму до 48 року. Своє становище зберіг за імператора Калігули. У 48 році імператор Клавдій призначив Турранія префектом фрументаріїв (поліцейських, імперських почтарів, своєрідних контррозвідників). Свідчив про шлюб Месаліни та Гая Сілія. Про подальшу діяльність нічого не відомо.

## Творчість
Був автором праць з природознавства, географії та землеробства. Їх часто цитував Пліній Старший. Втім до тепер не зберігся жоден з уривків творів Турранія Граціла.